# EC 1.9
La EC 1.9 è una sottoclasse della classificazione EC relativa agli enzimi. Si tratta di una sottoclasse delle ossidoreduttasi che include enzimi che utilizzano composti contenenti gruppi eme come donatori di elettroni.

## Sotto-sottoclassi
Esistono tre ulteriori sotto-sottoclassi:
- EC 1.9.3: con ossigeno come accettore;
- EC 1.9.6: con un gruppo azotato come accettore;
- EC 1.9.99: con altri accettori.